# Nghĩa Trung, Đồng Nai
Nghĩa Trung là một xã thuộc tỉnh Đồng Nai, Việt Nam.
Xã Nghĩa Trung có diện tích 86,68 km², dân số năm 2007 là 7.237 người, mật độ dân số đạt 83 người/km².